# Igor Miecik
Igor Tomasz Miecik (ur. 2 maja 1971, zm. 31 lipca 2018) – polski dziennikarz i reportażysta.

## Życiorys
Ukończył studia z zakresu politologii i afrykanistyki na Uniwersytecie Warszawskim. Pracę dziennikarską zaczynał w „Gazecie Wyborczej”. Pracował także dla „Przekroju” i magazynu reporterów Uwaga! w telewizji TVN. Był także związany z tygodnikiem „Polityka”, a w 2008 dołączył do redakcji czasopisma „Newsweek Polska”. Specjalizował się w tematyce społecznej i historycznej, w tym w szczególności problematyką rosyjską.
Autor książek reporterskich: 14:57 do Czyty. Reportaże z Rosji (Wydawnictwo Czarne, Wołowiec 2012), Katiusza z bagnetem. 14 sekretów ZSRR (Dom Wydawniczy PWN, Warszawa 2014), Sezon na słoneczniki (Agora, Warszawa 2015). Pierwsza z nich została nominowana do Nagrody im. Ryszarda Kapuścińskiego za najlepszy opublikowany w Polsce reportaż literacki roku.
Kilkakrotnie nominowany do nagrody Grand Press. Dwukrotnie został jej laureatem – w 2001 w kategorii „publicystyka” (za poświęcony nieprawidłowościom w adwokaturze tekst Adwokaci diabłów) oraz w 2007 w kategorii „reportaż telewizyjny” (wspólnie z Edytą Krześniak za materiał Przepraszam za głód i chłód). Wyróżniany przez Amnesty International i Stowarzyszenie Dziennikarzy Polskich, nominowany do Nagrody im. Andrzeja Woyciechowskiego.